# Carl Gustaf Nordin
Carl Gustaf Nordin, född 2 januari 1749 i Stockholm, död 14 mars 1812 i Härnösand, var en svensk biskop, historiker, språkforskare, politiker, ledamot av Svenska Akademien 1786–1812, stol 15.

## Biografi
Nordin föddes i Stockholm som son till kyrkoherden Carl Magnus Nordin och Margareta Stecksenia. Släkten, känd sedan 1500-talet, adlades 1788 och upphöjdes senare till friherrligt stånd med Carl Gustaf Nordins bror Johan Magnus af Nordin. Carl Gustaf Nordins barn adlades för sin fars förtjänster 1807 på farbroderns namn af Nordin och nummer. Den adliga grenen utdog på svärdssidan 1874. 
Nordin växte upp i Stockholm och senare i Bygdeå när fadern fick tjänst där. 1763 inskrevs han vid Uppsala universitet som student till Johan Ihre, och han blev filosofie magister 1773 samt amanuens vid universitetsbiblioteket samma år. Han utnämndes till docent i gotisk litteratur och nordiska antikviteter 1774, efter att ha anklagat den rudbeckianska skolan för förfalskningar och lögner. På grund av motstånd från denna skola, lämnade han Uppsala, och fick ett lektorat i Härnösand 1775, under vilket han studerade konsthistoria och publicerade en avhandling i ämnet 1781. 1782 fick han i uppgift att utge ett svenskt medeltidsdiplomatarium. 1785 övertog han pastoratet i Skellefteå efter sin svärfar.
Nordin invaldes i Svenska akademien 1786, troligen på grund av att han var mycket uppskattad av Gustav III. Hans inledningstal utgick från att samerna var Sveriges ursprungsbefolkning, och han diskuterade därifrån om svenska språkets utveckling. Under denna tid var den allmänna uppfattningen bland de lärda i Sverige att Sverige var civilisationens urhem, ett idéarv från Olof Rudbeck d.ä.. Nordin gjorde sig således inte populär i de akademiska kretsarna, och uppfattades av de mer trogna göticisterna som illojal mot fäderneslandet. 1786 blev han ändå ledamot i Riksdagen för prästeståndet.
Nordin frystes ut efter mordet på Gustav III, och tvingades lämna Stockholm. Att han hade kunnat ifrågasätta den götiska överlägsenheten hade bara varit möjligt under kungens beskydd, och när kungen dog blev denna debatt del av det politiska spelet. Läget för Nordin förbättrades dock vid Gustav IV Adolfs myndighet; Nordin var en trogen och välbehövd bundsförvant vars kulturella bildning och intellektuella talang var allmänt ansedd även av meningsmotståndarna. 1800 fick han upprättelse och blev åter ledamot i Riksdagen, samt utnämndes till biskop 1805. Han deltog vid riksdagarna 1809–1810 då 1809 års regeringsform och Successionsordningen stadgades.
Han hyste en varm välvilja till Norrland, vilket märktes bl.a. genom att han lät inrätta och drev industrier där, och översatte Bibeln till samiska. Han grundade i Härnösand dess första tryckeri och år 1806 ett hem för skolungdomar som inte bodde på orten.
Såsom trogen gustavian och göticisternas motståndare, har Nordin blivit ihågkommen som stridslysten, elak, omedgörlig, intrigant och äregirig, men han är även beundrad, framför allt för insamlandet av vad som blev Carolina Redivivas Nordinska handskriftssamling, genom donation 1814 av Karl XIV Johan. Han blev också beundrad för hans insats i att pastoratshandeln upphörde.
Gift 1. med Anna Katarina Högström, 2. Anna Sofia Nensén, 3. Margareta Elisabet Clason. Änkling två gånger. Ett av hans barn i tredje äktenskapet var Gustaf af Nordin.

## Utmärkelser
- Kommendör av Nordstjärneorden (KNO) [1]